# Ocrepeira maraca
Ocrepeira maraca är en spindelart som beskrevs av Claude Lévi 1993. Ocrepeira maraca ingår i släktet Ocrepeira och familjen hjulspindlar. Inga underarter finns listade i Catalogue of Life.